# دانته روسی
دانته روسی (ایتالیایی: Dante Rossi; ۲۸ اوت ۱۹۳۶ – ۱۵ مارس ۲۰۱۳) بازیکن واترپلو اهل ایتالیا بود.